# Colostethus chocoensis
Colostethus chocoensis là một loài ếch thuộc họ Dendrobatidae.
Loài này có ở Colombia, Ecuador, và Panama.
Môi trường sống tự nhiên của chúng là rừng ẩm vùng đất thấp nhiệt đới hoặc cận nhiệt đới, vùng núi ẩm nhiệt đới hoặc cận nhiệt đới, và sông ngòi.
Chúng hiện đang bị đe dọa vì mất môi trường sống.